# Ячники (Польща)
Ячники (пол. Jaczniki) — село в Польщі, у гміні Ліпськ Августівського повіту Підляського воєводства.
Населення — 177 осіб (2011).
У 1975-1998 роках село належало до Сувальського воєводства.

## Демографія
Демографічна структура станом на 31 березня 2011 року:
|          | Загалом | Допрацездатний вік | Працездатний вік | Постпрацездатний вік |
| -------- | ------- | ------------------ | ---------------- | -------------------- |
| Чоловіки | 93      | 21                 | 56               | 16                   |
| Жінки    | 84      | 17                 | 41               | 26                   |
| Разом    | 177     | 38                 | 97               | 42                   |